# Eolates
Eolates es un género extinto de peces actinopterigios del orden Perciformes. Este género marino fue descrito científicamente en 1970 por Lorenzo Sorbini.

## Especies
Clasificación del género Eolates:
- † Eolates (Sorbini 1970)
  - † Eolates gracilis (Agassiz 1833)[3]